# Beesel
Beesel (limburguès Bezel) és un municipi de la província de Limburg, al sud-est dels Països Baixos. L'1 de gener del 2009 tenia 13.852 habitants repartits sobre una superfície de 29,21 km² (dels quals 0,97 km² corresponen a aigua). Limita al nord amb Kessel (Limburg) i Venlo i al sud amb Leudal, Roermond i Brüggen.

## Centres de població
- Beesel (2.557 habitants)
- Reuver (6.212 habitants)
- Offenbeek (4.879 habitants)

## Ajuntament
El consistori municipal consta de 15 membres, format des del 2006 per:
| Gemeenteraadsverkiezingen    | Gemeenteraadsverkiezingen |
| ---------------------------- | ------------------------- |
| Partit                       | Regidors 2006             |
| Verantwoorde Lokale Politiek | 4                         |
| PvdA                         | 3                         |
| VVD                          | 3                         |
| CDA                          | 2                         |
| Beeselse Lijst               | 2                         |
| 50+ Onafhankelijk            | 1                         |